# Miklós Tompa
Miklós Tompa, menționat uneori Nicolae Tompa, (n. 28 decembrie 1910, Odorheiu Secuiesc, Harghita, România – d. 5 iulie 1996, Târgu Mureș, România) a fost un regizor de teatru român de etnie maghiară.

## Distincții
- Medalia „A cincea aniversare a Republicii Populare Române” (24 decembrie 1952) „pentru lupta și munca duse în vederea făuririi, consolidării și prosperării Republicii Populare Române”[2]
- titlul de Maestru Emerit al Artei din Republica Populară Română (28 ianuarie 1954) „cu ocazia împlinirii a cinci ani de activitate a Teatrului de Stat din Timișoara, Teatrului Maghiar de Stat din Cluj, Teatrului de Stat din Sibiu, Teatrului Secuesc de Stat din Tg. Mureș, Teatrului de Stat din Orașul Stalin, Teatrului Evreesc de Stat din București și pentru merite deosebite în activitatea artistică”[3]
- Ordinul Muncii clasa a II-a (12 ianuarie 1957) „cu ocazia aniversării a 10 ani de la înființarea Teatrului Secuiesc de Stat din Tîrgu Mureș și pentru merite deosebite în activitatea artistică”[4]
- Ordinul „Steaua Republicii Populare Romîne” clasa a IV-a (12 august 1959) „pentru activitate rodnică în dezvoltarea științei și culturii din Republica Populară Romînă”[5]
- Ordinul „23 August” clasa a IV-a (10 august 1964) „pentru merite deosebite în opera de construire a socialismului, cu prilejul celei de a XX-a aniversări a eliberării patriei”[6]
- Ordinul „Meritul Cultural” clasa a III-a (6 noiembrie 1967) „pentru merite deosebite în domeniul artei dramatice”[7]